# Xaver Schlager
Xaver Schlager, né le 28 septembre 1997 à Linz (Autriche), est un footballeur international autrichien, qui évolue au poste de milieu de terrain au sein du RB Leipzig.

## Biographie

### Carrière en club
Le 1er février 2015, il est prêté pour une année au FC Liefering par le Red Bull Salzbourg. Xaver dispute son premier match avec le FC Liefering le 27 février 2015 contre l'Austria Lustenau en remplaçant Martin Rasner à la 93e minute de jeu (victoire 4-2 au Reichshofstadion). Ce match entre dans le cadre du championnat d'Autriche 2014-2015.
Xaver Schlager joue son premier match avec le Red Bull Salzbourg le 11 mai 2016, face au SV Grödig. Lors de cette victoire 2-1 au Das.Goldberg Stadion, il commence le match en tant que titulaire. Ce match entre dans le cadre de la Bundesliga 2015-2016.
En été 2016, il est prêté une seconde année au FC Liefering.
Il remporte l'UEFA Youth League en 2017 avec l'équipe des moins de 19 ans du Red Bull Salzbourg. Lors de cette compétition, il est le capitaine de l'équipe et délivre cinq passes décisives.
Durant la saison 2017-2018, Salzbourg connaît sa meilleure performance lors d'une campagne européenne. Ils terminent en tête de leur groupe de la Ligue Europa, et atteignent la demi-finale, après avoir éliminé la Real Sociedad, la Lazio Rome et le Borussia Dortmund. Le 3 mai 2018, Xaver dispute les deux rencontres face à l'Olympique de Marseille. Lors du match aller, les Marseillais battent le Red Bull Salzbourg sur le score de 2-0 et sur le match retour, alors qu'il menaient 2-0 au bout des 90 minutes réglementaires, les Olympiens parviennent à mettre un but lors des prolongations, et ce qui élimine les Autrichiens de la compétition.

### Carrière en sélection
Avec les moins de 19 ans, il dispute le Championnat d'Europe des moins de 19 ans en 2015. Lors de cette compétition organisée en Grèce, il joue trois matchs : face à la France, la Grèce, et l'Ukraine. Il délivre une passe décisive face aux joueurs grecs. Les Autrichiens terminent troisième de leur groupe avec deux points.
L'année suivante, il dispute une nouvelle fois le championnat d'Europe des moins de 19 ans. Lors de cette compétition organisée en Allemagne, il joue à nouveau trois matchs, face au Portugal, à l'Italie, et enfin l'Allemagne. Il délivre une passe décisive face aux Allemands, puis inscrit un but face aux Italiens. Les Autrichiens terminent dernier de leur groupe avec deux points.
En mars 2018, Xaver est convoqué pour la première fois en équipe d'Autriche par le sélectionneur Marcel Koller, pour disputer une série de matchs amicaux. Il honore sa première sélection le 23 mars 2018 face à la Slovénie en remplaçant Julian Baumgartlinger à la 90e minure de jeu (victoire 3-0 au Wörthersee Station).

## Statistiques
| Saison                | Club                  | Championnat           | Championnat | Championnat | Coupe(s) nationale(s) | Coupe(s) nationale(s) | Supercoupe | Supercoupe | Compétition(s) continentale(s) | Compétition(s) continentale(s) | Compétition(s) continentale(s) | Total | Total |
| Saison                | Club                  | Division              | M.          | B.          | M.                    | B.                    | M.         | B.         | Comp.                          | M.                             | B.                             | M.    | B.    |
| 2014-2015             | FC Liefering (prêt)   | 2. Liga               | 11          | 0           | -                     | -                     | -          | -          | -                              | -                              | -                              | 11    | 0     |
| 2015-2016             | FC Liefering (prêt)   | 2. Liga               | 22          | 3           | -                     | -                     | -          | -          | -                              | -                              | -                              | 22    | 3     |
| 2016-2017             | FC Liefering (prêt)   | 2. Liga               | 11          | 4           | -                     | -                     | -          | -          | -                              | -                              | -                              | 11    | 4     |
| 2017-2018             | FC Liefering (prêt)   | 2. Liga               | 2           | 0           | -                     | -                     | -          | -          | -                              | -                              | -                              | 2     | 0     |
| Sous-total            | Sous-total            | Sous-total            | 46          | 7           | -                     | -                     | -          | -          | -                              | -                              | -                              | 46    | 7     |
| 2015-2016             | Red Bull Salzbourg    | Bundesliga            | 2           | 0           | -                     | -                     | -          | -          | -                              | -                              | -                              | 2     | 0     |
| 2016-2017             | Red Bull Salzbourg    | Bundesliga            | 13          | 1           | 2                     | 0                     | -          | -          | C3                             | 2                              | 1                              | 17    | 2     |
| 2017-2018             | Red Bull Salzbourg    | Bundesliga            | 26          | 1           | 4                     | 0                     | -          | -          | C3                             | 14                             | 0                              | 44    | 1     |
| 2018-2019             | Red Bull Salzbourg    | Bundesliga            | 26          | 5           | 6                     | 2                     | -          | -          | C1+C3                          | 4+8                            | 0+1                            | 44    | 8     |
| Sous-total            | Sous-total            | Sous-total            | 67          | 7           | 12                    | 2                     | -          | -          | -                              | 28                             | 2                              | 107   | 11    |
| 2019-2020             | VfL Wolfsburg         | Bundesliga            | 23          | 1           | -                     | -                     | -          | -          | C3                             | 5                              | 0                              | 28    | 1     |
| 2020-2021             | VfL Wolfsburg         | Bundesliga            | 32          | 2           | 3                     | 0                     | -          | -          | C3                             | 3                              | 0                              | 38    | 2     |
| 2021-2022             | VfL Wolfsburg         | Bundesliga            | 14          | 0           | 1                     | 0                     | -          | -          | C1                             | -                              | -                              | 15    | 0     |
| Sous-total            | Sous-total            | Sous-total            | 69          | 3           | 4                     | 0                     | -          | -          | -                              | 8                              | 0                              | 81    | 3     |
| 2022-2023             | RB Leipzig            | Bundesliga            | 22          | 1           | 4                     | 0                     | -          | -          | C1                             | 8                              | 0                              | 34    | 1     |
| 2023-2024             | RB Leipzig            | Bundesliga            | 29          | 0           | 2                     | 0                     | 1          | 0          | C1                             | 7                              | 0                              | 39    | 0     |
| 2024-2025             | RB Leipzig            | Bundesliga            | 4           | 0           | 1                     | 0                     | 0          | 0          | C1                             | 0                              | 0                              | 5     | 0     |
| 2025-2026             | RB Leipzig            | Bundesliga            | 0           | 0           | 1                     | 0                     | 0          | 0          | -                              | -                              | -                              | 1     | 0     |
| Sous-total            | Sous-total            | Sous-total            | 56          | 1           | 8                     | 0                     | -          | -          | -                              | 15                             | 0                              | 79    | 1     |
| Total sur la carrière | Total sur la carrière | Total sur la carrière | 237         | 18          | 24                    | 2                     | 1          | 0          | -                              | 51                             | 2                              | 313   | 22    |

## Palmarès
| Red Bull Salzbourg - Championnat d'Autriche (3) : - Champion : 2016, 2017 et 2018. - Coupe d'Autriche (3) : - Vainqueur : 2016, 2017 et 2019. - UEFA Youth League - Vainqueur : 2017. | RB Leipzig - Coupe d'Allemagne : - Vainqueur : 2023 - Supercoupe d'Allemagne : - Vainqueur : 2023 |